# Нягра (Нямц)
Нягра (рум. Neagra) — село у повіті Нямц в Румунії. Входить до складу комуни Ташка.
Село розташоване на відстані 271 км на північ від Бухареста, 29 км на захід від П'ятра-Нямца, 125 км на захід від Ясс, 139 км на північ від Брашова.

## Населення
За даними перепису населення 2002 року у селі проживали 552 особи, усі — румуни. Усі жителі села рідною мовою назвали румунську.